# João Miguel Coimbra Aurélio
João Miguel Coimbra Aurélio (Beja, Portugal, 17 de agosto de 1988) es un futbolista portugués. Juega de lateral derecho y su equipo es el C. D. Nacional de la Segunda División de Portugal. Es hermano del también futbolista Luís Aurélio.

## Trayectoria

### Primeros años
Su carrera empezó con el equipo de su ciudad natal, el C.D. Beja, de donde pasó a formar parte de la cantera del Vitória Guimarães. João Aurélio comenzó su carrera profesional en ligas inferiores en el SC Penalva.

### Nacional de Madeira
En la temporada 2008-09 fichó por el Clube Desportivo Nacional de la Primeira Liga. Esa temporada jugó diez partidos y anotó un gol ante el CF Os Belenenses el 26 de abril de 2009.
En la siguiente temporada, comenzó de una manera impresionante, anotando contra el Sporting CP en el primer partido y SC Olhanense, aunque contra el equipo lisboeta se marcó un autogol. Además, también fue titular y anotó en la victoria en casa por 4 a 3 ante el FC Zenit de la UEFA Europa League.
João Aurélio continuó siendo una pieza importante en los esquemas del equipo en las siguientes seis temporadas en la Primera división en los que disputó 149 partidos.

### Vitória SC
El 9 de junio de 2016, Aurélio firmó un contrato de dos años con el Vitória SC, donde ya había militado en su etapa de juvenil. Jugó 62 partidos en total con el equipo de Guimarães con el que se proclamó subcampeón de la Taça de Portugal y de la Supertaça Cândido de Oliveira en la temporada 2016/17.

### Moreirense FC
En junio de 2018, tras rechazar una oferta del HNK Hajduk Split croata, ficha por el Moreirense FC por dos años. En esas dos temporadas jugó un total de 51 partidos en los que anotó 4 goles.

### Pafos FC
Al terminar esas dos temporadas el excapitán del Moreirense ficha por el equipo chipriota del Pafos FC de la CYTA Championship.

### Selección nacional
Ha militado en la selección sub-20, en la que jugó 6 partidos y anotó 2 goles, y tras su gran papel con el Nacional de Madeira, en la sub-21, en la que jugó un total de 11 partidos, en los que anotó 1 gol.

## Clubes
| Club                     | País     | Año       |
| ------------------------ | -------- | --------- |
| S. C. Penalva do Castelo | Portugal | 2007-2008 |
| C. D. Nacional           | Portugal | 2008-2016 |
| Vitória Guimarães        | Portugal | 2016-2018 |
| Moreirense F. C.         | Portugal | 2018-2020 |
| Pafos F. C.              | Chipre   | 2020-2022 |
| C. D. Nacional           | Portugal | 2022-     |